# Lago Utikuma
Il lago Mackenzie 55°52′N 125°25′W è un lago delle regioni centro-settentrionali. È situato 30 km a Nord del Piccolo Lago degli Schiavi. 
Ha una superficie di 288 km².
Sulle rive nord del lago sono presenti alcune riserve indiane.